# Eva Klemperer

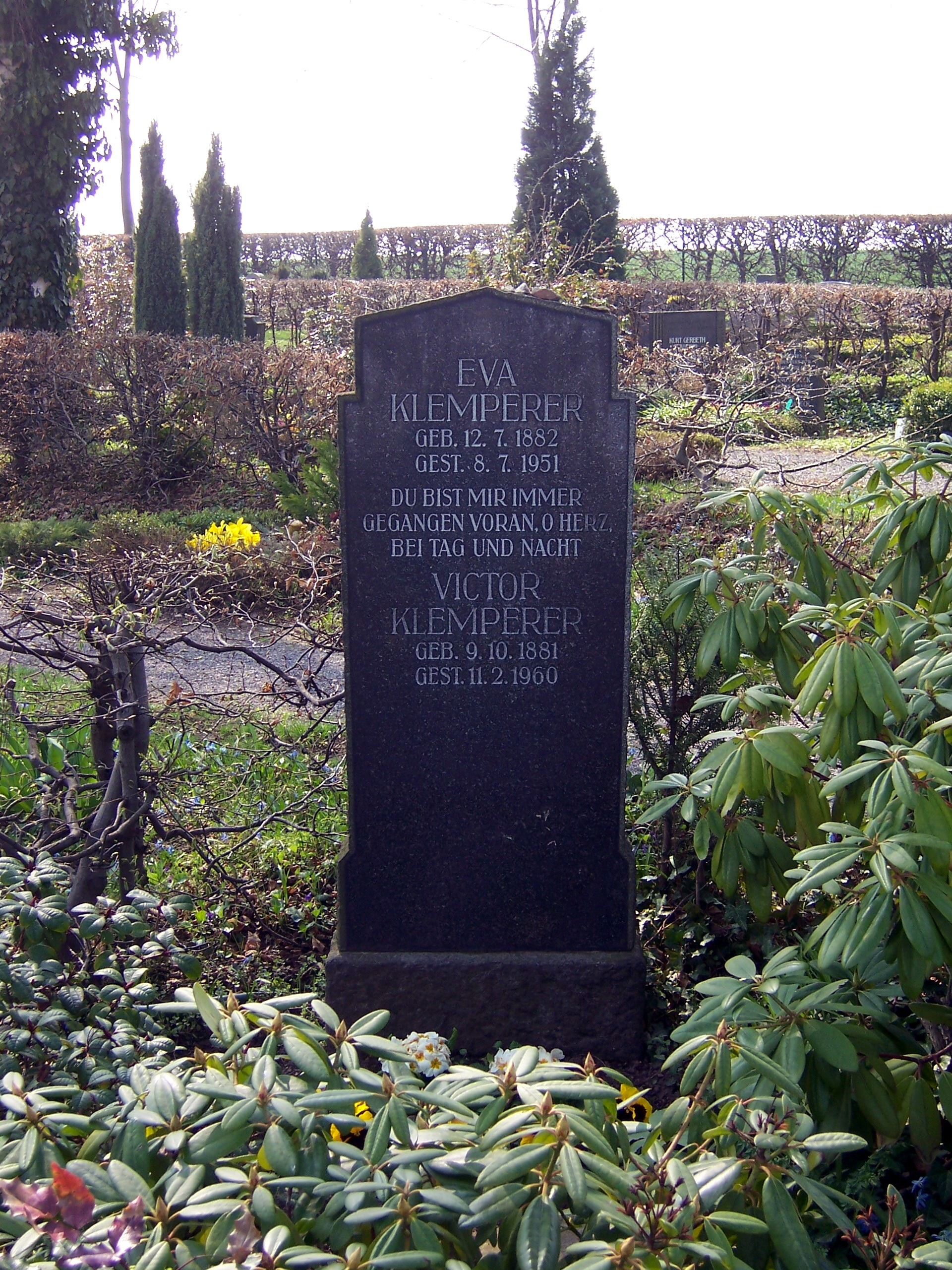
La tumba de los esposos Klemperer

Eva Klemperer, de soltera Schlemmer (Königsberg (actual Kaliningrado), Prusia Oriental, 12 de julio de 1882 - Dresde, República Democrática Alemana, 8 de julio de 1951), fue una pianista, organista, intérprete y traductora literaria, esposa de Victor Klemperer.
Se formó como pianista de concierto. Poco después de 1900, renunció a sus aspiraciones profesionales. Sin embargo, trabajó como profesora de piano. 
En 1904 conoció a Victor Klemperer (1881-1960). El matrimonio se celebró el 16 de mayo de 1906. En un primer momento vivieron en Berlín, donde Victor Klemperer trabajaba como revisor de varios periódicos. Eva Klemperer se convirtió en su asistente. Acompañó a su marido en charlas y lo ayudó a escribir su tesis doctoral a través de la investigación y trabajo de campo. Más tarde, ella lo siguió a Múnich. Durante la Primera Guerra Mundial, Eva Klemperer retomó sus estudios y se especializó en música de órgano. Actuaba de vez en cuando con sus amigos y conocidos y también compuso sus propias piezas. Sin embargo, tuvo que renunciar a su actividad musical debido a varias enfermedades.
Después de la Primera Guerra Mundial, la familia se mudó a Dresde tras el nombramiento de Victor Klemperer como profesor en esa ciudad. 
Más tarde, con Hitler en el poder, Victor Klemperer se salvó de la deportación inmediata gracias a que su mujer era “aria”. Eva Klemperer escondió al principio las páginas del manuscrito del diario de su marido entre sus partituras. Más tarde los trasladó con regularidad y gran riesgo a una amiga en Pirna.
En 1940, la pareja tuvo que dejar su domicilio en Dresde y mudarse a un hogar judío. El bombardeo de Dresde en febrero de 1945 impidió la deportación prevista de la pareja Klemperer.
Inmediatamente después del final de la Segunda Guerra Mundial, Eva y Victor Klemperer continuaron activamente en la reconstrucción de una vida cultural en Dresde como miembros de la Asociación Cultural de la RDA. Eva Klemperer actuaba  ocasionalmente como música en conciertos de la Liga Cultural.
Eva Klemperer falleció en 1951. Su tumba está en el cementerio Dolzschen.
Victor Klemperer era primo del célebre director de orquesta Otto Klemperer.